# Иконников, Владимир Степанович
Влади́мир Степа́нович Ико́нников (9 [21] декабря 1841, Киев, Российская империя — 26 ноября 1923, Киев, СССР) — русский историк, профессор и декан историко-филологического факультета Императорского университета Св. Владимира. Младший брат М. С. Иконникова.

## Биография
Родился в Киеве 9 (21) декабря 1841 года. Происходил из дворян Киевской губернии. По настоянию отца, офицера, в 1852 году поступил в Киевский кадетский корпус, из которого в 1861 году был выпущен подпоручиком в Подольский пехотный полк. В том же году поступил вольнослушателем на историко-филологический факультет Киевского университета. В 1862 году вышел в отставку, сдал гимназический экзамен при 2-й Киевской гимназии и был зачислен действительным студентом на 2-й курс университета. Уже на этом курсе представил сочинение «Очерк развития афинской конституции до Клисфена», одобренное факультетом к напечатанию, но оставшееся в рукописи. В 1865 году окончил университет кандидатом с золотой медалью (выпускное сочинение посвящено прп. Максиму Греку) и оставлен при кафедре стипендиатом для подготовки к профессорскому званию по кафедре русской истории. Одновременно, преподавал историю в Киевской военной гимназии и историю всеобщей литературы в Киевском институте благородных девиц.

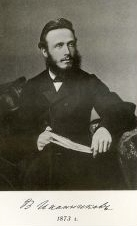
В. С. Иконников, 1873 год.

Стипендиатом оставался до 26 ноября 1866 года, когда был переведён в Харьковский университет приват-доцентом по предмету русской истории, которую читал в 1866/1867 учебном году на историко-филологическом и юридическом факультетах. Затем переехал в Одессу, где в Новороссийском университете в мае 1867 года сдал магистерские экзамены; 6 октября был назначен преподавателем географии во 2-ю Одесскую гимназию; защитил диссертацию «Максим Грек. Историко-литературное исследование» и 3 декабря был утверждён в степени магистра русской истории. В следующем году был избран в доценты Киевского университета. С августа 1868 года по декабрь 1870 года вновь преподавал в Киевском институте благородных девиц.
В ноябре 1869 года защитил в Новороссийском университете диссертацию на степень доктора «Опыт исследования о культурном значении Византии в русской истории» (Киев, 1869) и вскоре в должности экстраординарного профессора (избран 9.10.1870) занял кафедру русской истории в Киевском университете; с 5 ноября 1871 года — ординарный профессор. Весь 1872/1873 учебный год провёл с научной целью за границей; посетил Германию, Францию, Швейцарию и Италию. По возвращении, 18 сентября 1873 года был избран главным редактором «Университетских известий», где с 1875 по 1878 годы помещал библиографический листок новых книг по русской истории.
В 1875—1877 годах был секретарём историко-филологического факультета университета, в 1877—1880, 1883—1887 и в 1906 годах избирался его деканом. Участвовал в создании Киевских высших женских курсов и в 1881—1889 годах заведовал ими, а также читал курсы русской истории и историографии.
С 8 ноября 1882 года состоял в чине действительного статского советника. 
В 1874—1877, а также в 1893—1895 годах — Председатель Киевского общества летописца Нестора.
Из длинного ряда последующих трудов Иконникова наиболее выделяются: «Скептическая школа в русской историографии» (Киев, 1871), «Граф Н. С. Мордвинов. Историческая монография» (СПб., 1873) и громадный «Опыт русской историографии» (т. I, в двух книгах, Киев, 1892) — капитальное библиографическое пособие.

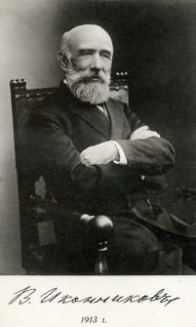
В. С. Иконников, 1913 год.

С 1893 года — член-корреспондент, а с 1914 года — ординарный академик Петербургской АН по отделению русского языка и словесности. В 1920-е годы был избран академиком Украинской АН. Его научные заслуги были отмечены большой Уваровской премией (1883) и золотыми Уваровскими медалями (1884, 1903, 1907, 1909).
Был членом Московского археологического общества (с 1875), Общества любителей естествознания, антропологии и этнографии (с 1878), Славянского благотворительного общества (с 1882), Общества истории и древностей российских (с 1883), Церковно-исторического общества при КДА (1903), Русского исторического общества (1906), Владимирской, Нижегородской, Орловской, Полтавской, Рязанской, Саратовской губернских учёных архивных комиссий, почётным членом Киевского, Санкт-Петербургского, Харьковского и Юрьевского (Тартуского) университетов, Императорской публичной библиотеки.
Умер 26 ноября 1923 года. Похоронен на Щекавицком кладбище.

## Семья
Жена — Анна Леопольдовна (?—1922), дочь Анны Никифоровны и майора Леопольда Адамовича Родзевичей. Оказывала большую помощь мужу: делала переводы, переписывала рукописи, составляла указатели к его трудам. Сохранилась рукопись её воспоминаний о супруге.
Их дочь Ольга Владимировна была некогда известной русской поэтессой. Согласно записи в Метрической книге Киевского Владимирского собора, 27 января 1906 года протоиерей Иоанн Корольков совершил бракосочетание подпоручика лейб-гвардии Литовского полка 23-х летнего Всеволода Николаевича Петрова и 21-летней Ольги Владимировны Иконниковой. Это был первый брак для обоих. Известно, что Всеволод Николаевич Петров, генерал-хорунжий Белой Армии, эмигрировал в Париж в 1922 году.